# سیارک ۲۳۸۳۴
سیارک ۲۳۸۳۴ (به انگلیسی: 23834 Mukhopadhyay، نامگذاری:1998QW90) بیست و سه هزار و هشتصد و سی و چهارمین سیارک کشف شده‌است که در ۲۸ اوت ۱۹۹۸ کشف شد.
قدر مطلق سیارک برابر ۹.۳ است.